# ! (Trippie Redd)
! è il secondo album in studio del rapper statunitense Trippie Redd, pubblicato il 9 agosto 2019 dalla TenThousand Projects e Caroline Distribution.
L'album presenta le collaborazioni di Playboi Carti, The Game, Lil Baby, Lil Duke e Coi Leray.

## Antefatti
Nel gennaio 2019, Trippie Redd, durante un live streaming su Instagram, ha annunciato l'arrivo imminente di due progetti: il suo secondo album in studio Immortal e Mobile Suit Pussy, che secondo quanto riferito, dovrebbe essere il suo quarto mixtape commerciale. In seguito ha spiegato che Immortal avrebbe contenuto delle tracce dai concetti profondi e romantici, mentre Mobile Suit Pussy delle tracce da "teppisti". Nel marzo 2019, durante un altro live streaming su Instagram, Redd ha dichiarato che il suo secondo album si è "spostato e cambiato" e non è più intitolato Immortal. Ha lasciato intendere che il titolo dell'album sarebbe stato !, ispirandosi all'album ? dell'ex collaboratore XXXTentacion.
In un'intervista con Zane Lowe su Beats 1 Radio ha confermato che l'album si sarebbe intitolato ! e che era già completato, ma che voleva aggiungere altri featuring e girare altri video.

## Promozione
Il 29 maggio 2019, Trippie ha pubblicato il primo singolo dell'album Under Enemy Arms. Due giorni dopo pubblica il video musicale sul suo canale YouTube.
Il 24 luglio, il rapper pubblica il secondo singolo estratto dall'album intitolato Mac 10, in collaborazione con Lil Baby e Lil Duke. Lo stesso giorno pubblica il video musicale ufficiale del brano su YouTube.
Il 7 agosto pubblica il terzo e ultimo singolo omonimo estratto dall'album.

## Tracce
1. ! – 2:15 (testo: Michael White, Thomas Pentz, Philip Meckseper – musica: Diplo, Jr Blender)
2. Snake Skin – 3:06 (testo: Michael White, Matthew Crabtree, Adrian Rupke – musica: Hammad Beats, Crabtree)
3. Be Yourself – 3:16 (testo: Michael White, Ozan Yildirim, Aaromie, James Harris, Terry Lewis, James Wright – musica: OZ)
4. I Try – 2:41 (testo: Michael White, Darrel Jackson – musica: Chopsquad DJ)
5. They Afraid of You (feat. Playboi Carti) – 2:18 (testo: Michael White, Jordan CarterDarrel Jackson, Aaromie – musica: Chopsquad DJ)
6. Immortal (feat. The Game (rapper)) – 3:24 (testo: Michael White, Jayceon Taylor, Matthew Crabtree, Adrian Rupke – musica: Hammad Beats, Crabtree)
7. Throw It Away – 2:45 (testo: Michael White, Ozan Yildirim, Ryan Martinez, Bryan Yepes – musica: OZ, G. Ry, Yepes)
8. Keep Your Head Up – 3:23 (testo: Michael White, Shane Lindstrom, Adam Feeney – musica: Murda Beatz, Frank Dukes)
9. Riot – 3:13 (testo: Michael White, Kyle Stemberger, Demetric Franklin, Jr. – musica: KD33, Stemberger)
10. Mac 10 (feat. Lil Baby & Lil Duke) – 2:07 (testo: Michael White, Dominique Jones, Kerry Taylor, Wesley Glass – musica: Wheezy)
11. Everything BoZ (feat. Coi Leray) – 3:25 (testo: Michael White, Brittany Collins, Matthew Crabtree, Adrian Rupke – musica: Hammad Beats, Crabtree)
12. Under Enemy Arms – 2:42 (testo: Michael White, Matthew Crabtree, Adrian Rupke – musica: Hammad Beats, Crabtree)
13. Lil Wayne – 1:42 (testo: Michael White, Ozan Yildirim, Nils Noehden – musica: OZ, Nils)
14. Signing Off – 2:05 (testo: Michael White, Ryan Bogan – musica: Staccato)